# ウィンド・オン・ザ・ウォーター
| 専門評論家によるレビュー | 専門評論家によるレビュー |
| レビュー・スコア         | レビュー・スコア         |
| 出典                     | 評価                     |
| ------------------------ | ------------------------ |
| Allmusic                 | [ 1 ]                    |

『ウィンド・オン・ザ・ウォーター』（Wind on the Water）は、1975年にABCレコードからリリースされたクロスビー&ナッシュのセカンド・アルバム。クロスビー・スティルス・ナッシュ&ヤングが契約していたアトランティック・レコードからカセットテープと8トラック・テープ・バージョンが発売された。ビルボード200アルバムチャートで6位を記録し、RIAAからゴールド認定を受けた。アルバムからは「Carry Me」、「Take the Money and Run」、「Love Work Out」の3枚のシングルがリリースされたが、チャートインしたのは最初のシングルだけで、ビルボード・ホット100シングルチャートで52位を記録した。

## 背景
1974年夏のクロスビー、スティルス、ナッシュ＆ヤングのツアー後、カルテットはCSNYの新しいスタジオ・アルバムに2度目の挑戦をした。1973年の試みと同様、この試みも実を結ばなかったが、「Through My Sails」はニール・ヤングの1975年のアルバム『ズマ』に収録された。ヤングはクレイジー・ホースの新バージョンを結成して『ズマ』をレコーディングし、スティーヴン・スティルスは1975年初頭に新作を発表してソロ活動を再開した。デヴィッド・クロスビーとグラハム・ナッシュは、1971年と1973年にツアーを行い、1972年にアルバムを発表したパートナーシップを再開することを選んだ。今回、彼らはABCレコードと3枚のアルバム契約を結び、このアルバムがその最初の作品となった。

## 作品解説
デビュー・アルバムと同様、ほとんどの楽器のバッキングはザ・セクションと呼ばれるセッション・ミュージシャンのグループが担当した。キーボーディストのクレイグ・ダーギー、ギタリストのダニー・コーチマー、ベーシストのリーランド・スカラー、ドラマーのラス・カンケルに加え、マルチ・インストゥルメンタリストのデヴィッド・リンドレー、ベーシストのティム・ドラモンドからなるこのカルテットは、クロスビーによって「マイティ・ジッターズ」と呼ばれ、この10年の間、ステージでもスタジオでもデュオをサポートした。このアルバムのセッションは、サンフランシスコのルディ・レコーダーズ、ロサンゼルスのサウンド・ラボとヴィレッジ・レコーダーズで行われた。
30代半ばに入ったクロスビーとナッシュは、このアルバムの歌詞でより暗く、辛辣なテーマを探求し、「Carry Me」でクロスビーは母親の死に言及し、「Wind on the Water」はクジラの虐殺に関する悲痛な訴えである。いつものように、曲のトピックには個人的な問題や友人が含まれている： ジョニ・ミッチェルのことを歌ったとされる 「Mama Lion」、ヤングのことを歌った 「Cowboy of Dreams」、そして1974年のCSNYの大規模なツアーでの金銭的な余波を歌った 「Take the Money and Run」である。ナッシュとクロスビーの初の共作が2曲収録されている。クロスビーによるアカペラ・スケッチ 「Critical Mass 」とナッシュによるタイトル曲 「To the Last Whale... 」だ。

## 収録曲
| #  | タイトル                   | 作詞・作曲   | 時間 |
| -- | -------------------------- | ------------ | ---- |
| 1. | 「Carry Me」               | David Crosby | 3:35 |
| 2. | 「Mama Lion」              | Graham Nash  | 3:17 |
| 3. | 「Bittersweet」            | Crosby       | 2:39 |
| 4. | 「Take the Money and Run」 | Nash         | 3:23 |
| 5. | 「Naked in the Rain」      | Crosby Nash  | 2:27 |
| 6. | 「Love Work Out」          | Nash         | 4:45 |

| #  | タイトル                                                                          | 作詞・作曲  | 時間 |
| -- | --------------------------------------------------------------------------------- | ----------- | ---- |
| 1. | 「Low Down Payment」                                                              | Crosby      | 4:54 |
| 2. | 「Cowboy of Dreams」                                                              | Nash        | 3:30 |
| 3. | 「Homeward Through the Haze」                                                     | Crosby      | 4:06 |
| 4. | 「Fieldworker」                                                                   | Nash        | 2:47 |
| 5. | 「To the Last Whale..." a. "Critical Mass" (Crosby) b. "Wind on the Water」(Nash) | Crosby Nash | 5:33 |

| #   | タイトル                  | 作詞・作曲                           | 時間 |
| --- | ------------------------- | ------------------------------------ | ---- |
| 1.  | 「Deja Vu」               | Crosby                               | 5:25 |
| 2.  | 「Lady of the Island」    | Nash                                 | 3:55 |
| 3.  | 「Prison Song」           | Nash                                 | 3:41 |
| 4.  | 「Carry Me」              | Crosby                               | 4:30 |
| 5.  | 「Calley's Song」         | Nash                                 | 2:37 |
| 6.  | 「Another Sleep Song」    | Nash                                 | 3:43 |
| 7.  | 「King of the Mountain」  | Crosby                               | 3:58 |
| 8.  | 「Time After Time」       | Crosby                               | 3:41 |
| 9.  | 「Guinevere」             | Crosby                               | 6:12 |
| 10. | 「Fieldworker」           | Nash                                 | 4:29 |
| 11. | 「The Last Whale」        | Nash, Crosby                         | 4:02 |
| 12. | 「Wooden Ships」          | Crosby, Stephen Stills, Paul Kantner | 5:33 |
| 13. | 「What Are Their Names?」 | Crosby                               | 0:58 |
| 14. | 「Chicago」               | Nash                                 | 5:04 |
| 15. | 「Long Time Gone」        | Crosby                               | 6:30 |

## 参加メンバー
- デヴィッド・クロスビー - ヴォーカル、エレクトリック・ギター（「Carry Me」、「Mama Lion」、「Love Work Out」、「Low Down Payment」、「Homeward Through the Haze」、「Fieldworker」）、12弦ギター（「Carry Me 」）、アコースティック・ギター（「Naked in the Rain」）、ピアノ（「Bittersweet 」）
- グラハム・ナッシュ - ヴォーカル、エレクトリック・ギター（「Mama Lion」、「Low Down Payment」、「Cowboy of Dreams」）、アコースティック・ピアノ（「Love Work Out」、「Fieldworker」、「To the Last Whale...」）、ハモンド・オルガン（「Homeward Through the Haze」）、コンガ（「Naked in the Rain」

ゲスト・ミュージシャン
- クレイグ・ダーギー - エレクトリック・ピアノ（「Bittersweet」、「Naked in the Rain」、「Low Down Payment」、「Homeward Through the Haze」、「To the Last Whale...」）、アコースティック・ピアノ（「Carry Me」、「Mama Lion」、「Low Down Payment」、「Cowboy of Dreams」）、ハモンド・オルガン（「Love Work Out」
- キャロル・キング - ハモンド・オルガン（「Bittersweet」）、バッキング・ヴォーカル、アコースティック・ピアノ（"Homeward Through the Haze」
- スタン・セレスト - エレクトリック・ピアノ（「Fieldworker」
- デヴィッド・リンドレー - スライド・ギター（「Mama Lion」、「Take the Money and Run」、「Naked in the Rain」、「Love Work Out」、「Low Down Payment」、「Fieldworker」）、フィドル（「Take the Money and Run」、"Cowboy of Dreams」）
- ダニー・コーチマー - エレクトリック・ギター（「Mama Lion」、「Bittersweet」、「Take the Money and Run」、「Naked in the Rain」、「Love Work Out」、「Low Down Payment」)
- ジョエル・バーンスタイン - ギター（「Mama Lion」、「Naked in the Rain」）、バッキング・ヴォーカル（「Cowboy of Dreams」
- ジェームス・テイラー - ギター（「Carry Me」、「To the Last Whale...」）、バッキング・ヴォーカル（「To the Last Whale...」）。
- ベン・キース：スライド・ギター（"Fieldworker」
- ティム・ドラモンド：ベース（「Mama Lion」、「Take the Money and Run」、「Naked in the Rain」、「Love Work Out」、「Cowboy of Dreams」、「Fieldworker」)
- リーランド・スカラー - ベース（「Carry Me」、「Bittersweet」、「Low Down Payment」、「Homeward Through the Haze」、「To the Last Whale...」)
- ラス・カンケル：「Fieldworker 」以外の全トラックでドラム、「Fieldworker 」ではパーカッションを担当
- リヴォン・ヘルム：ドラムス（「Fieldworker」)
- ジャクソン・ブラウン - バッキング・ヴォーカル（「Love Work Out」)
- ジミー・ハスケル - ストリングス・アレンジ（「Wind on the Water」）
- シド・シャープ - オーケストラ・リーダー (「ウインド・オン・ザ・ウォーター」)

プロダクション
- クロスビー＆ナッシュ - プロデューサー
- スティーブン・バーンカード、ドン・グーチ - エンジニア
- スタンリー・ジョンストン - アシスタント・エンジニア
- ゲイリー・バーデン - アートディレクション
- ジョエル・バーンスタイン - 写真
- スティーヴン・バーンカード、マイク・ラゴンガ - リイシュー・プロデューサー
- エリック・ラブソン - リマスタリング・エンジニア

Template:Crosby & Nash